# Woodruff megye
Woodruff megye az Amerikai Egyesült Államokban, azon belül Arkansas államban található. Megyeszékhelye és legnagyobb városa Augusta. Lakosainak száma 6269 fő (2020. április 1.). Woodruff megye Jackson, Cross, Saint Francis, Monroe, Prairie és White megyékkel határos.

## Népesség
A megye népességének változása:
| Lakosok száma | 7246 | 7203 | 7084 | 7072 | 6741 | 6269 |
|               | 2010 | 2011 | 2012 | 2013 | 2015 | 2020 |